# Нечипоренко Генріх Вікторович
Генріх Вікторович Нечипоре́нко (нар. 6 липня 1935, Київ — пом. 6 травня 2005, Київ) — український живописець; член Спілки художників України. Заслужений діяч мистецтв УРСР з 1977 року. Чоловік художниці Майї Нечипоренко, батько графіка Ольги Гуцу.

## Біографія
Народився 6 липня 1935 року в місті Києві (тепер Україна). 1960 року закінчив Київський художній інститут (викладачі Михайло Іванов, Сергій Григор'єв, Михайло Хмелько).
Жив у Києві, в будинку на вулиці Воровського № 14, квартира 16, потім на провулку Бастіонному № 9, квартира 26. Помер у 2005 році.

## Творчість
Працював у галузі станкового живопису. Серед робіт:
- «У Костянтина Ціолковського» (1958);
- «Перша борозна» (1960);
- «В дальньому рейсі» (1961);
- «Нова магістраль» (1962);
- «Ранок» (1962);
- «Поет» (1964);
- триптих «Народжена перемагати» (1965, у співавторстві з Юлієм Шейнісом та Майєю Нечипоренко);
- «Північний порт» (1967);
- «Тривожна молодість» (1968);
- «Виступ Леніна» (1968, полотно, олія);
- «Початок ери» (1969);
- «На рубежі» (1970);
- «На далекій заставі» (1971);
- «Серпень» (1972);
- «Святковий вечір» (1976);
- «Початок шляху» (1977);
- «Зорепад» (1979);
- «Травень. Дід і онук» (1983);
- «Двадцять друге червня. Батько» (1985);
- «Спогад про Дніпро» (1986).

Брав участь у республіканських виставках з 1958 року, всесоюзних з 1962 року.